# HAL 9000
HAL 9000 è il supercomputer di bordo della nave spaziale Discovery e il principale antagonista del film 2001: Odissea nello spazio di Stanley Kubrick e dell'omonimo libro di Arthur C. Clarke. Il suo nome è l'acronimo per "Heuristic ALgorithmic" ("algoritmo euristico"). Nel 2003 l'American Film Institute ha inserito HAL 9000 al 13º posto nella lista dei 50 migliori cattivi cinematografici di tutti i tempi.

## Il personaggio
HAL 9000 dichiara di essere entrato in funzione alle "Officine HAL" di Urbana, Illinois, il 12 gennaio 1992. È dotato di un'intelligenza artificiale estremamente evoluta che gli consente di riprodurre tutte le attività della mente umana in modo molto più veloce e sicuro, di parlare con una voce quasi del tutto umana, di avere percezioni sensoriali ed esperienze emotive completamente umane e di governare l'astronave Discovery 1 per condurla durante la missione spaziale, dialogando con gli astronauti (sarebbe in grado di governare la nave anche senza equipaggio umano) e tenendo sotto il suo controllo ogni singolo aspetto della missione, dai più piccoli ai più importanti.
HAL 9000 appare anche nel film 2010 - L'anno del contatto, diretto da Peter Hyams, tratto dal romanzo 2010: Odissea due di Arthur C. Clarke, nel quale viene riportato al suo funzionamento originario dopo 9 anni di inattività dallo scienziato che lo creò e fu il suo primo istruttore, il dottor Chandra.
Nell'originale in lingua inglese di entrambi i film la voce di HAL 9000 è quella dell'attore canadese Douglas Rain, doppiato per la versione italiana di 2001 dall'attore palermitano Gianfranco Bellini, il cui inconfondibile timbro freddo e asettico ben rende l'idea di un'intelligenza artificiale. Negli anni seguenti la voce di Bellini fu utilizzata altre volte per dare voce a dei computer, ad esempio in uno spot pubblicitario dell'Olivetti. Nel seguito 2010 HAL venne invece doppiato in italiano da Renato Cortesi, più simile nell'inflessione da maggiordomo alla voce originale di Rain.
Il computer riveste una parte fondamentale nel romanzo 3001: Odissea finale. In tale romanzo sono presenti solo le sue capacità logiche, come emulazione all'interno di uno dei monoliti alieni, in cui si sono unite insieme con le facoltà mentali umane di quello che era stato David Bowman; questa entità, nata dalla fusione di uomo e computer, viene chiamata Halman, dall'unione dei nomi dei soggetti che la formano. Nella sua forma fisica HAL era stato distrutto, assieme alla Discovery, in 2010, dall'esplosione che aveva permesso la nascita di Lucifero, la stella derivata da quello che era prima il pianeta Giove.

### Il mistero del malfunzionamento di HAL
HAL, macchina teoricamente incapace di commettere errori (gli elaboratori della serie 9000 sono noti per non aver mai commesso errori o alterato informazioni anche in maniera irrilevante), ne commette uno per la prima volta quando rileva e segnala un inesistente guasto all'elemento AE-35 dell'antenna principale della Discovery, diventando improvvisamente inaffidabile per l'equipaggio e per il controllo missione sulla Terra. HAL origlia il dialogo tra gli astronauti Bowman e Poole, che hanno controllato l'elemento AE-35 e si sono resi conto che funziona regolarmente, leggendo i loro labiali (i due, per parlare di ciò, si erano chiusi in una capsula facendo in modo che HAL non potesse sentirli, ma avevano commesso l'errore di lasciare l'oblò orientato verso una delle telecamere del computer), rendendosi conto che i due ritengono che, siccome tutti gli aspetti della missione e tutte le funzioni dell'astronave sono direttamente sotto il suo controllo, l'unica scelta sicura sia disattivarlo, quindi, impaurito, non trova altra soluzione che tentare di eliminare l'intero equipaggio. HAL quindi uccide Poole mentre sta tentando di rimettere a posto l'elemento AE-35, elimina i tre membri dell'equipaggio in animazione sospesa disattivando i loro sistemi di supporto vitale e tenta di impedire a Bowman di rientrare nell'astronave dopo aver recuperato il corpo di Poole; Bowman quindi rientra con una manovra di emergenza e disattiva HAL. Come ben descritto nel romanzo di Clarke 2001, per motivi di segretezza e per non sottoporre a stress i due comandanti, HAL e i tre membri ibernati sono i soli al corrente del vero scopo della missione, ovvero indagare su una trasmissione aliena risalente a tempi remoti, diretta verso l'orbita di Giove. A HAL è quindi stato imposto, senza spiegargliene il motivo, di non parlare di ciò con Bowman e Poole, ma esso, come tutti gli elaboratori della sua serie, non è stato concepito per tenere nascoste le informazioni che gli vengono fornite, quindi la sua mente entra in un conflitto tra le priorità della salvaguardia della missione e quella degli astronauti. Mentre HAL parlava con Bowman e tentava di fargli trapelare qualche indizio, ha avvertito il presunto guasto all'antenna. Il conflitto si "somatizza" proprio sul collegamento tra la nave e il controllo a Terra. In 2010 il dottor Chandra, già educatore di HAL, lo riattiva dopo nove anni e denuncia un'intromissione della Casa Bianca nelle direttive impartite al computer, macchina che non è stata progettata per dissimulare, al contrario delle "persone abituate a mentire molto facilmente".

### La filastrocca prima dello spegnimento di HAL
Nel film di Kubrick, quando Bowman procede alla disattivazione di HAL 9000, il nucleo centrale della macchina è rappresentato come un insieme di moduli luminosi montati su degli array da cui possono essere inseriti e rimossi. Bowman rimuove i moduli uno alla volta e, così facendo, la coscienza di HAL degrada lentamente fino a scomparire del tutto e la sua voce diventa sempre più distorta ed incomprensibile; il dottor Chandra, quando risveglia l'elaboratore nove anni dopo, inserisce nuovamente i moduli pochi per volta e HAL ricomincia a parlare inizialmente in maniera incomprensibile, riacquistando una voce umana solo quando tutti i moduli sono stati inseriti. Nel 2001, prima di spegnersi, HAL 9000 canta una filastrocca, che nel doppiaggio italiano del film è la popolare Giro giro tondo e nella versione originale è la canzone Daisy Bell; essa, oltre a contenere un efficace aggancio con la trama (il testo del brano recita infatti "I'm half crazy", "sono mezzo matto", frase che ben si adatta al fatto che il computer inizia a comportarsi in modo inappropriato), fu nella realtà la prima canzone ad essere cantata da un calcolatore elettronico, l'IBM 7094, nel 1961, nell'ambito di una dimostrazione pubblica della sintesi vocale, all'epoca una recente invenzione dei Bell Laboratories. Arthur C. Clarke, autore del libro 2001: Odissea nello spazio e coautore della sceneggiatura del film, visitò i laboratori Bell in tale frangente e rimase colpito da tale novità. L'uso di questa specifica canzone in questa scena è quindi un omaggio a questi primi vocalizzi informatici. Nell'adattamento italiano, in cui Daisy Bell diventa Giro giro tondo, il riferimento alla storia dell'informatica viene perso, mantenendo invece il concetto per cui una canzoncina assume il ruolo di primo ricordo dell'elaboratore.

## Origine del nome
L'origine del nome "HAL" viene spesso attribuita a un gioco con l'acronimo IBM, nome di quella che all'epoca era la più nota azienda costruttrice di computer. Applicando infatti il cifrario di Cesare, con uno spostamento in avanti di una sola lettera dell'alfabeto (invece che di tre, come nel vero cifrario) alle tre lettere "H-A-L", si ottengono le lettere I-B-M.
Sia Clarke che Kubrick, però, smentirono tale ipotesi, considerandola una pura coincidenza, o almeno questa fu la loro risposta ufficiale, anche perché ai vertici IBM era stato chiesto un parere sulla produzione di un film con un computer che si ribella ai suoi utenti umani, oltre che sull'uso del logo IBM sul braccio della tuta spaziale in una scena del film. Clarke asserì anche che, inizialmente, il nome del supercomputer doveva essere "Athena", ma fu poi cambiato in "Hal", il diminutivo del nome inglese Henry; HAL, come acronimo, viene fatto derivare ufficialmente dalle lettere Heuristic ALgorithmic", in omaggio alle due modalità principali con cui il pensiero umano si manifesta, cioè il procedimento euristico ("H"euristic) e quello algoritmico ("AL"gorithmic). Il primo è basato sull'intuizione prima del ragionamento, il secondo basato sul metodo che porta in modo sequenziale, procedurale, alla soluzione di un problema. Nella versione francese HAL diventa CARL, acronimo di Cerveau Analytique de Recherche et de Liaison, ovvero "Cervello Analitico di Ricerca e Collegamento".